# Your Love (Nicole Scherzinger)
Your Love è un singolo della cantante statunitense Nicole Scherzinger, pubblicato il 30 maggio 2014 come primo estratto dal secondo album in studio Big Fat Lie.

## Descrizione
La canzone è stata scritta da Terius Nash e Christopher Stewart.

## Tracce
Download digitale
1. Your Love – 4:05

## Video musicale
Il videoclip, diretto da Dawn Shadforth, è stato girato su una spiaggia di Malibù (California).